# ستيف موسى
ستيف موسى (بالإنجليزية: Steve Moses)‏ هو لاعب هوكي الجليد أمريكي، ولد في 9 أغسطس 1989 في ليومنستر في الولايات المتحدة.

## وصلات خارجية
- ستيف موسى على موقع دوري الهوكي الوطني (الإنجليزية)
- ستيف موسى على موقع EliteProspects.com (الإنجليزية)
- ستيف موسى على موقع Eurohockey.com (الإنجليزية)
- ستيف موسى على موقع HockeyDB.com (الإنجليزية)